# Schiomghwime

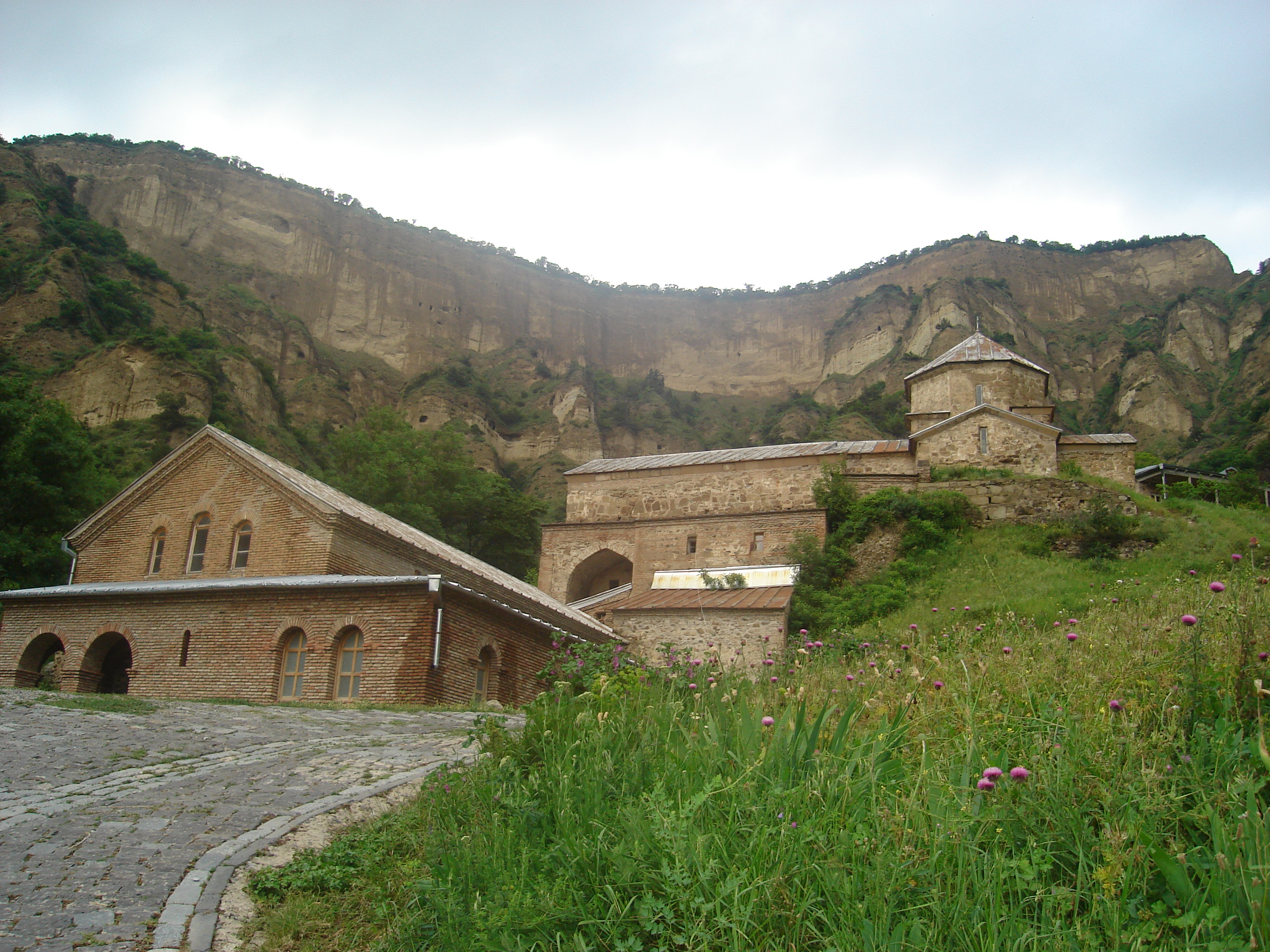
Kloster Schiomghwime

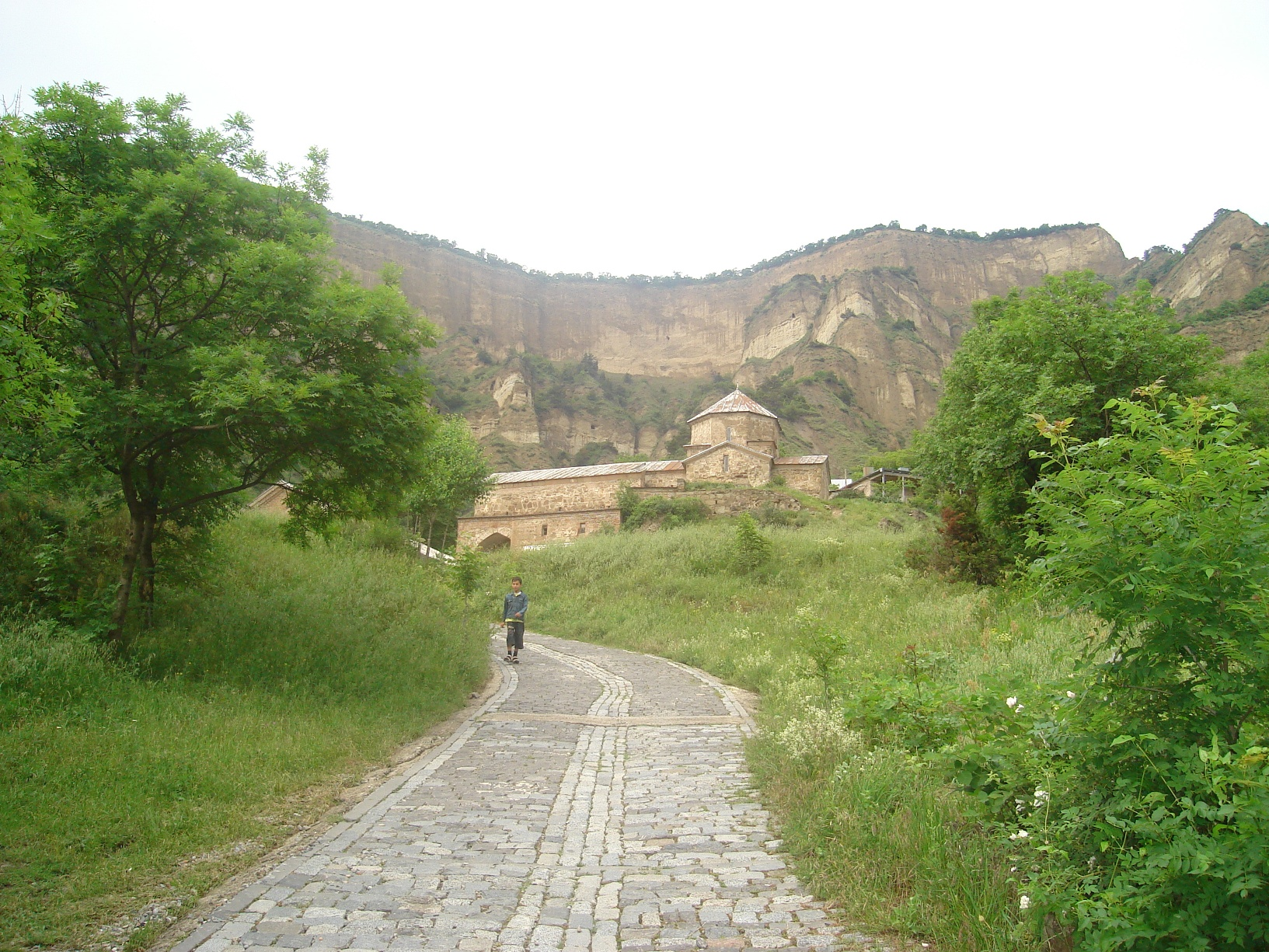
Der Weg zum Kloster

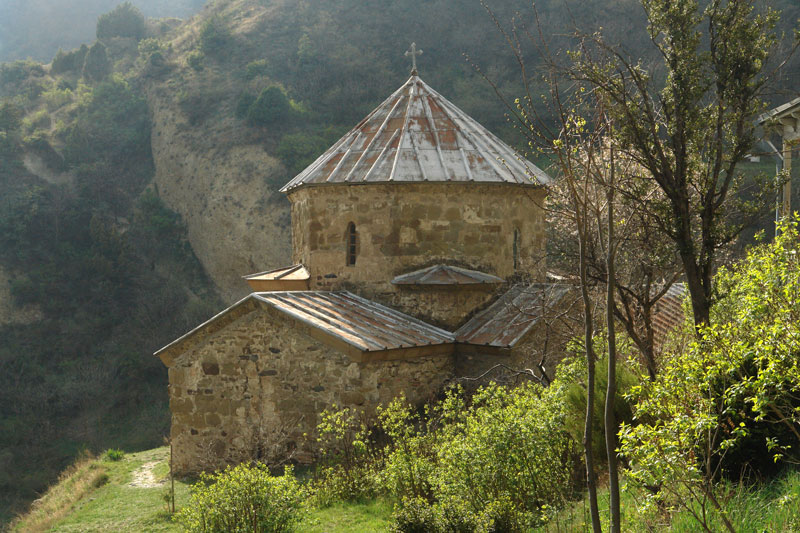
Kapelle am Kloster Schiomghwime

Die Klosteranlage von Schiomghwime (georgisch შიომღვიმე) liegt in Georgien sieben Kilometer (Luftlinie) westlich vom Stadtzentrum der alten Hauptstadt Mzcheta, etwa 30 km nördlich von Tiflis in der heutigen Verwaltungsregion Mzcheta-Mtianeti.
Das Kloster zählt zu den bedeutendsten Denkmälern frühmittelalterlicher georgischer Baukunst.

## Entstehung und Geschichte
Das Kloster wurde der Überlieferung nach im 6. Jahrhundert von einem syrischen Mönch und Missionar namens Schio Mghvimeli gegründet. Schio soll einer der 13 legendären syrischen Mönche gewesen sein, die das christliche Klosterwesen in Georgien belebten. Zunächst lebte Schio in einer Höhle und predigte in den umliegenden Dörfern. Der Name Schiomghwime bedeutet "Höhle des Schio". Schließlich wurde an dem Ort eine Kirche und später ein Kloster errichtet. Das Kloster konnte seine Anlage in den folgenden Jahrhunderten auch dank der Unterstützung vor allem der Könige Giorgi II. und David IV. des Erbauers erweitern. Der Anlage wurde mit der Zeit ein Refektorium (erbaut vom 12. bis 17. Jahrhundert) und eine kleine Kapelle (aus dem 12. Jahrhundert) hinzugefügt. 1614–16 wurde die Anlage bei einer Invasion persischer Truppen unter Schah Abbas I. zerstört. 1678 erfolgte ein Neuaufbau der zerstörten Kirche als Basilika, wobei der alte oktogonale Grundriss beibehalten wurde.
Wie alle größeren Klöster Georgiens spielte das Kloster eine bedeutende Rolle bei der Pflege, Bewahrung und Entwicklung der georgischen Kultur. Viele georgische Künstler und Wissenschaftler wirkten hier.

## Lage
Das Kloster ist am nördlichen Ende in einer engen Schlucht am nördlichen Ufer des Flusses Kura (მტკვარი/Mtkwari) gelegen. Unmittelbar über dem Kloster befindet sich eine Felswand mit vielen natürliche Höhlen, die den Bewohnern in früherer Zeit als Schutz- und Rückzugsort dienten. Diese natürlichen Wohnstätten waren sicher auch der Grund, warum sich Schio einst hier niederließ. Im Laufe der Zeit wurden die Höhlen erweitert und dienten Eremiten und Mönchen als Wohn- und Meditationsorte.